# Kachakadatha, Chik Ballapur
Kachakadatha là một làng thuộc tehsil Chik Ballapur, huyện Kolar, bang Karnataka, Ấn Độ.